# Wsiewołod Michajłowski
Wsiewołod Michajłowski (ros. Всеволод Михайловский; uzb. Vsevolod Mixaylovskiy; ur. 2 kwietnia 1984) – rosyjski i od 2010 roku uzbecki zapaśnik walczący w stylu klasycznym. Brązowy medal na mistrzostwach Azji w 2010. Wicemistrz Rosji kadetów z 2000 roku.